# يونان لبيب رزق
يونان لبيب رزق، (27 أكتوبر 1933- 15 يناير 2008) مؤرخ مصري معاصر، رأس قسم التاريخ الحديث في كلية الآداب بجامعة عين شمس، له صفحة خاصة في جريدة الأهرام بعنوان الأهرام ديوان الحياة المعاصرة وله العديد من المؤلفات والكتب كما أنه عضو لجنة التاريخ بالمجلس الأعلى للثقافة، وعضو مجلس الشوري، والمجلس الأعلى للصحافة.

## الدرجات العلمية
حصل على ليسانس الآداب قسم تاريخ من كلية الآداب بجامعة عين شمس سنة 1955 ثم ماجستير التاريخ الحديث من جامعة عين شمس سنة 1963 ودكتوراه التاريخ الحديث من جامعة عين شمس سنة 1967.

## المؤلفات العلمية
- الحياة الحزبية في مصر في عهد الاحتلال البريطاني - 1970.
- حرية الصحافة في مصر من عام 1778 وحتى عام 1924 - 1973.
- الأحزاب المصرية قبل الثورة - عام 1977.
- مصر والحرب العالمية الثانية - عام 1977.
- الوفد والكتاب الأسود - عام 1978.
- الأصول التاريخية ومسألة طابا (دراسة وثائقية) - عام1983.
- طابا قضية العصر - عام 1989.
- قراءات تاريخية على هامش حرب الخليج - عام 1991.
- مذكرات فخرى عبد النور - عام 1992.
- مذكرات عبد الرحمن فهمى - عام 1993.
- الأهرام ديوان الحياة المعاصرة - عام 1995.عدة أجزاء

## الوفاة
فقدت ذاكرة مصر أحد أشهر مؤرخيها المعاصرين برحيل المؤرخ الكبير الدكتور يونان رزق في السابعة من صباح الثلاثاء 15 يناير 2008 بعد صراع طويل مع قلبه المريض. وشيعت جنازته من كنيسة السيدة العذراء بمدينة نصر، وأقيم العزاء بالكنيسة نفسها مساء.

## الجوائز والأوسمة
- جائزة الدولة التقديرية في العلوم الاجتماعية عام 1995
- جائزة مبارك في العلوم الاجتماعية عام 2004
- وسام الجمهورية، من الطبقة الثانية، 2014.[2]